# Accalathura normani
Accalathura normani är en kräftdjursart som först beskrevs av Hugo Frederik Nierstrasz 1941.  Accalathura normani ingår i släktet Accalathura och familjen Leptanthuridae. Inga underarter finns listade i Catalogue of Life.